# Backbone (Telekommunikation)
Backbone (deutsch „Rückgrat“, „Hauptstrang“, „Basisnetz“) ist der Anglizismus für die Verkehrsinfrastruktur eines Telekommunikationsnetzes mit sehr hohen Datenübertragungsraten, die meist aus einem Glasfasernetz sowie satellitengestützten Telekommunikationselementen besteht.

## Hintergründe
Da sich im Backbone-Netz die Datenraten aller Endbenutzer bündeln, erfordert dieses Netz besonders große Übertragungsraten. Gleichzeitig sind besondere Sicherheitsvorkehrungen und gewollte Redundanzen notwendig, um bei Teilausfällen im Backbone die Datenströme entsprechend umleiten zu können.
Neben den klassischen Telekommunikationsunternehmen, insbesondere der Deutschen Telekom, verfügen auch die Kabelfernsehnetz-Betreiber sowie die großen Energieversorger, z. B. die E.ON, über große Glasfasernetze im Backbone-Bereich. Für letztere verursacht die Mitverlegung von Glasfaserkabeln beim Bau bzw. der Umrüstung von Pipelines oder Hochspannungsnetzen einen vergleichsweise geringen Aufwand.

## WAN (Wide Area Network)
Im WAN-Bereich weist der Begriff „Backbone“ auf das verbindende Kernnetz in einer hierarchischen Netzstruktur hin, das meist gegen Ausfälle durch Dopplung seiner Komponenten (Redundanz) geschützt ist.
Über die Verbindungen des Backbones wird den Mitgliedern verschiedener Anschlussnetze (verschiedene Provider, universitäre, staatliche und firmeneigene Verbindungseinrichtungen) ermöglicht, miteinander in Verbindung zu treten.
Backbones sind breitbandige Hochgeschwindigkeitsverbindungen zwischen Netzknoten. Viele dieser Netzknoten dienen lediglich dem Betrieb des Backbone (zum Beispiel Routing). Andere Knoten bilden die Übergangspunkte in die untergeordneten unabhängigen Netzsegmente der Anschlussnetze.

## LAN (Local Area Network)
Im LAN-Bereich spricht man von einem Gebäude-Backbone oder Coreswitch und meint damit den Teil einer strukturierten Verkabelung, der die Geschosse verbindet, oder auch nur Backbone, dann meint man das Gelände-Netz, das mehrere Gebäude verbindet. 
 Speziell in der Stockwerksverkabelung wird zwischen zwei Arten unterschieden:

### Collapsed Backbone
Beim Collapsed Backbone werden alle Gebäudeverteiler eines Geländes in einem zentralen Geländeverteiler und alle Etagenverteiler eines Gebäudes in einem Gebäudeverteiler direkt über ein separates Kabel angeschlossen. Es handelt sich um ein virtuelles Backbone, der in einem Kopplungselement wie einem Router oder einem Switch bzw. in dessen Backplane gebildet wird. Durch die wenigen aktiven Netzkomponenten ist ein zentrales Management des Backbones möglich, was zu einer einfachen Wartung und damit einem zuverlässigeren, sichereren Netz führt. Außerdem verbessert ein Collapsed Backbone die Gesamtleistung des Netzes und erleichtert den Übergang zwischen Netzformen von LANs und WANs. Der einzige Nachteil des Collapsed Backbone liegt in der Tatsache begründet, dass bei einem Geräteausfall die Kommunikation sämtlicher Tertiärbereiche zusammenbricht.

### Distributed Backbone
Distributed Backbones sind eine eher veraltete Variante. Hier werden die einzelnen Etagenverteiler über einen Ring verbunden, der innerhalb der strukturierten Verkabelung auch durch den Gebäudeverteiler laufen muss. Früher wurden hierfür 10Base5 oder FDDI eingesetzt. Da der Backbone ein eigenes Subnetz bildet, müssen innerhalb der Etagenverkabelung Geräte auf Schicht 3 des OSI-Modells eingesetzt werden, um eigene Subnetze zu generieren. Dadurch wird außerdem das Management und die Bildung von gebäudeübergreifenden VLANs erschwert.